# Hristo Boitxev
Hristo Boitxev (Христо Бойчев, en alfabet ciríl·lic) és un autor dramàtic búlgar nascut el 1950. És el principal representant del teatre búlgar contemporani i les seves obres ha adquirit un renom internacional.

## Obra dramàtica
- 1998. Plukovník plák

## Estrenes en català
- 2000, novembre. El coronel Ocell. Estrenada a la Sala Tallers del Teatre Nacional de Catalunya. Direcció de Rafel Duran.